# Harvest OverRay
《Harvest OverRay》是戲畫在2014年6月27日發售的戀愛冒險類型成人遊戲，2015年6月25日發售PlayStation Vita版，2022年11月24日發售PlayStation 4版、任天堂Switch版。後來在2014年12月19日發售擴充片《Harvest OverRay Reconnection》（ハーヴェストオーバーレイ リコネクション）。

## 系統
《Harvest OverRay》是成人戀愛冒險遊戲。玩家在玩《Harvest OverRay》主要是觀看和聆聽故事情節的發展，不過在部分的預設段落中玩家須藉由點擊的方式選擇行為選項，而這些選擇將會影響之後的人物的行動或者是反應。遊戲藉由這些相互連接的劇情分歧點而組織成多條故事路線，而遊戲的選項便會影響玩家所挑選的故事劇情內容，包含玩家操控的角色和遊戲人物之間的色情場景，並且進入不同的結局。

## 故事
奧野薪人有天收到Cymel公司AR遊戲「Harvest Onreal」的β版內測邀請電子信件，然而這個新作遊戲類型卻是從沒見過的「Live Game」，但是就在開始遊戲後意外改變他往後的現實生活。

## 角色

### 主要角色
奧野薪人
本作的男主角。八上學園上等部二年級學生。雙親在國外，目前與澄和瑠璃同住，過去是八劍道場的門生。
珠姬優香（聲優：上田朱音）
薪人的同學，與持子同住在櫻木莊。
三神莉莉亞
薪人的學妹，澄的同學和朋友。父親是八尋市市長，母親是英國人。
奧野澄（聲優：小倉結衣）
薪人的義妹。成績優秀，擅長電腦。很喜歡哥哥的兄控。
八劍小町（聲優：御苑生芽衣）
薪人的學姊。家裡經營劍道道場。觀念保守很少與人說話。
京月持子（聲優：ヒマリ）
八上學園二年級學生，Cherry Blossom的作者。Reconnection升格為主角。
一條初乃（聲優：野上結生）
就讀鄰鎮學園的一年級學生。Reconnection的新角色。

### 其他角色
黄金井莉央（聲優：百瀬ぽこ）
薪人的同學，八劍道場的門生。
美作瑠璃（聲優：羽高なる）
八上學園的保健室校醫，薪人和澄的監護人。
（Loreley）　聲優：藤咲ウサ
Harvest Onreal的人魚型支援AI，為薪人提供遊戲解說。
（Malvina Coulthard）　聲優：芹園宮
莉莉亞的女僕。
紅三千院卿静香姫
Harvest Onreal的玩家，本名是八劍都子。
（Brinicle）　聲優：八幡七味
初乃的支援AI。

## 主題曲
片頭曲1「Another reality」
作詞、作曲：，編曲：ALVINE，主唱：nao
片頭曲2「Lies and Truth」
作詞、作曲：，編曲：ALVINE，主唱：KEiNA
片尾曲1「Connect new World」
作詞、作曲：，編曲：ALVINE，主唱：KEiNA
片尾曲2「Utopia」
作詞、作曲：，編曲：ALVINE，主唱：MALiA

## 評價
《Fami通》1385号的クロスレビュー對遊戲機版給予28/40評分。另外在2016年8月Sony Entertainment Network的PlayStation Vita遊戲下載發售排行榜中為第六名。

## 外部連結
- PC版官方網站 （页面存档备份，存于）（日語）
- PSV版官方網站 （页面存档备份，存于）（日語）
- PS4/NS版官方網站 （页面存档备份，存于）（日語）
- Harvest OverRay Reconnection官方網站 （页面存档备份，存于）（日語）